# Alfred Wilke (Gewerkschafter)
Alfred Wilke (* 23. März 1921 in Werder (Havel); † 8. Februar 1997 in Berlin) war ein deutscher Gewerkschafter. Er war Vorsitzender des Zentralvorstandes der Gewerkschaft Unterricht und Erziehung im Freien Deutschen Gewerkschaftsbund (FDGB) sowie Mitglied der Administrativkommission der Internationalen Vereinigung der Lehrergewerkschaften im Weltgewerkschaftsbund (WGB). 

## Leben
Wilke, Sohn eines Buchhalters, besuchte die Volks- und Mittelschule. Zwischen 1937 und 1940 absolvierte er eine Ausbildung zum Metallflugzeugbauer. Von 1940 bis 1945 war er als Monteur bei den Henschel Flugzeug-Werken in Berlin-Schönefeld beschäftigt, zeitweise wurde er im Ausland eingesetzt. 1942/43 besuchte Wilke die Technische Abendschule von Arthur Werner in Berlin.
1945 war er Schulhelfer in Werder und trat der SPD bei. 1946 absolvierte Wilke einen Neulehrerkurs am Pädagogischen Institut Wiesenburg/Mark. Er trat dem FDGB bei und wurde Mitglied der SED. 1946/47 war er Kulturdezernent in Werder. Zwischen 1946 und 1949 war er Neulehrer und zuletzt Direktor der Grund- und Berufsschule Werder. Von 1946 bis 1949 war er Mitglied und Vorsitzender des Kreistages Werder und von 1948 bis 1949 Mitglied der SED-Ortsleitung.
Von 1949 bis 1952 fungierte er als Landesvorsitzender Brandenburg, 1952/53 als Bezirksvorsitzender Potsdam der Gewerkschaft Unterricht und Erziehung. Von 1953 bis 1955 studierte er an der Parteihochschule „Karl Marx“ der SED. Sein Studium schloss er als Diplom-Gesellschaftswissenschaftler ab. Von 1954 bis 1972 war Wilke Mitglied des FDGB-Bundesvorstandes und von 1961 bis 1972 auch Mitglied seines Präsidiums. Von 1955 bis 1972 war er Mitglied und Vorsitzender des Zentralvorstandes der Gewerkschaft Unterricht und Erziehung. Von 1955 bis 1964 war er Mitglied der Administrativkommission der Internationalen Vereinigung der Lehrergewerkschaften (Fédération Internationale Syndicale de l’Enseignement, FISE) im WGB. 
Von 1957 bis 1972 war Wilke Mitglied des Zentralen Ausschusses für Jugendweihe in der DDR und von 1958 bis 1963 Mitglied der Schulkommission beim Politbüro des ZK der SED sowie der Staatlichen Kommission zur Gestaltung des einheitlichen sozialistischen Bildungssystems beim Ministerrat der DDR. 
Von 1963 bis 1975 war Wilke Mitglied des Weltfriedensrates, von 1965 bis 1972 Vizepräsident des Friedensrates der DDR sowie von 1971 bis 1974 Sekretär der DDR beim Weltfriedensrat in Helsinki. Von 1966 bis 1971 war er auch Mitglied des Präsidiums der URANIA. 
Von 1974 bis 1986 war Wilke Mitglied, stellvertretender Vorsitzender und Vorsitzender der Zentralen Revisionskommission des FDGB. 1986 trat er in den Ruhestand.

## Schriften (Auswahl)
- Macht die Gewerkschaft zum Initiator und Träger der pädagogischen Bewegung. Verlag Tribüne, Berlin 1956.
- Für einen größeren politischen Kampfgeist in der Gewerkschaft Unterricht und Erziehung. Gewerkschaft Unterricht und Erziehung, Berlin 1957.
- Die Aufgaben der Gewerkschaften bei der Durchführung der polytechnischen Erziehung und Bildung der Kinder und Jugendlichen. Hochschule der deutschen Gewerkschaften „Fritz Heckert“, Bernau 1962.
- Die nächsten Aufgaben der Gewerkschaft Unterricht und Erziehung bei der Verwirklichung des Programms des Sozialismus. Gewerkschaft Unterricht und Erziehung, Berlin 1963.
- Die schöpferische Anwendung der Grundsätze für die Gestaltung des einheitlichen sozialistischen Bildungswesens – unser gewerkschaftlicher Beitrag zur weiteren ökonomisch-politischen und geistig-kulturellen Entwicklung der Deutschen Demokratischen Republik. Gewerkschaft Unterricht und Erziehung (Zentralvorstand), Berlin 1964.
- Die gewerkschaftliche Einflussnahme auf die weitere Entwicklung der staatsbürgerlichen Bildung und Erziehung der Schuljugend auf der Grundlage der Patenschaftsrichtlinie. Freier Deutscher Gewerkschaftsbund (Bundesvorstand),  Berlin 1966.
- Die bildungsmäßigen Anforderungen der wissenschaftlich-technischen Revolution im entwickelten gesellschaftlichen System des Sozialismus und die Aufgaben der Gewerkschaften. Hochschule der deutschen Gewerkschaften „Fritz Heckert“, Bernau 1969.
- Die gewerkschaftlichen Revisionskommissionen. Arbeitsmaterial für die Tätigkeit der Revisionskommissionen des FDGB sowie der Industriegewerkschaften und Gewerkschaften. Verlag Tribüne, Berlin 1980 (4. Auflage 1986).

## Auszeichnungen
- Vaterländischer Verdienstorden in Bronze (1969) und in Silber (1976)